# 普莱滕贝格
普莱滕贝格是德国北莱茵-威斯特法伦州的一个市镇。总面积96.31平方公里，总人口25827人（2013年6月30日），人口密度268人/平方公里。